# Breiteberg
Breiteberg (510 m n.p.m.) – najwyższe wzniesienie na Obniżeniu Żytawsko-Zgorzeleckim w Sudetach Zachodnich, w południowo-wschodniej części Niemiec w Saksonii.

## Położenie
Wzniesienie położone, na Obniżeniu Żytawsko-Zgorzeleckim, około 2,5 km na wschód od centrum miejscowości Grosschönau i 1,7 km na południe od miejscowości Hainewalde.

## Fizjografia
Charakterystyczne zalesione wzniesienie u podnóża Gór Żytawskich z widokiem na pofałdowany krajobraz. Wzgórze o kopulastym kształcie i regularnych zboczach z dobrze wykształconym szczytem. Charakteryzuje się regularnym ukształtowaniem z wyraźnie podkreślonymi, dość stromo opadającymi zboczami. Wschodnie zbocze do poziomicy 390 m n.p.m. opada dość stromo, następnie łagodnie schodzi w stronę miejscowości Bertsdorf-Hörnitz, położonej ponad 240 metrów poniżej szczytu. Północne i zachodnio-północne zbocze stromo opada do doliny rzeki Mandau. Południowe zbocze stromo opada do szerokiej doliny i przechodzi w północne zbocze niższego wzniesienia (Steinberg 442 m n.p.m.). Na szczycie, na fonolitowej skale posadowiona jest 13-metrowa kamienna wieża widokowa, restauracja „Breiteberg Baude”, oraz cokół po pomniku cesarza niemieckiego Fryderyka III. Za wieżą znajduje się wmurowany wysokościowy punkt topograficzny. Wzniesienie wyraźnie wydziela od wschodu północy i zachodu wykształcona dolina rzeki Mandau, a od pobliskich wzniesień oddzielone jest obszernymi siodłami. Położenie wzniesienia, kształt i wyraźnie podkreślona zalesiona część szczytowa z wieżą widokową czynią wzniesienie rozpoznawalnym w terenie.

## Budowa geologiczna
Wzniesienie pochodzenia wulkanicznego zbudowane z fonolitu. Wzniesienie powstało w okresie mioceńskim w wyniku aktywności wulkanicznej na wyżynie czeskiej, działalność tych procesów rozciągnęła się na Górne Łużyce. W wyniku tych działań powstały liczne wzniesienia wulkaniczne. Podłoże tufów i bazanitu nefelinowego pokryła w pierwszej kolejności warstwa bazaltowej lawy. Następnie płaszcz lawy został przełamany strumieniami lawy fonolitowej. Ostateczne uformowanie wzniesienia nastąpiło w okresie ostatnich zlodowaceń. Lodowiec ściął stożkowe wierzchołki góry i uformował zbocza. Zbocza wzniesienia pokrywa niewielkiej grubości warstwa młodszych osadów glin, żwirów, piasków i lessów z okresu zlodowaceń plejstoceńskich i osadów powstałych w chłodnym, peryglacjalnym klimacie.

## Historia

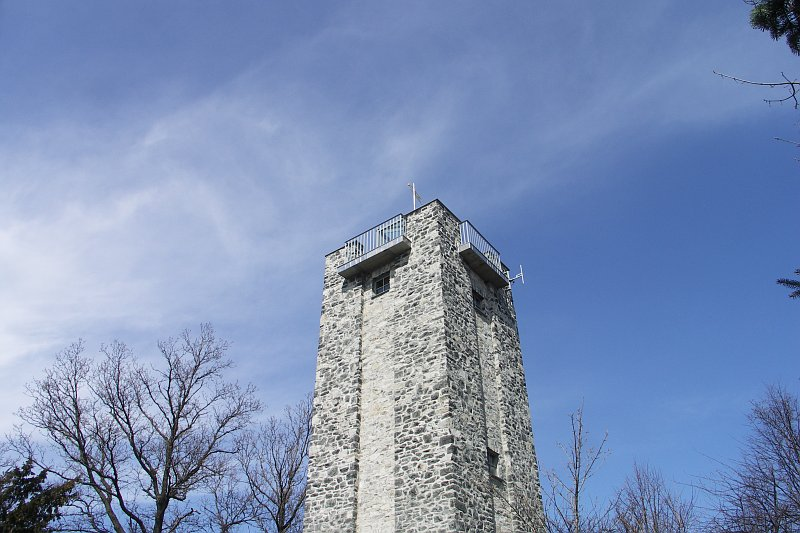
Wieża widokowa na szczycie wzniesienia

W 1467 r. w okolicy wzniesienia miała miejsce potyczka z husytami, w której zginęło 150 husytów. W 1619 roku wzgórze w książce kościelnej w Bertsdorf zwane jest Zwergberg (pol. „Wzgórze Krasnoludów”).
W 1880 roku na szczycie otwarto letnią restaurację „Breiteberg Baude”, obecnie będąca jedną z najstarszych górskich restauracji w okolicy. W tym samym roku wybudowano 12-metrowej wysokości drewnianą wieżę widokową, która w 1898 r. została podczas burzy zniszczona przez piorun. Kolejną kamienną wieżę 13-metrowej wysokości wzniesiono w 1936 roku. Poświęcono ją miejscowemu zasłużonemu koneserowi południowych Górnych Łużyc – dr. Curtowi Heinke, geologowi i historykowi. W 1881 roku po północnej stronie szczytu został zbudowany pomnik cesarza niemieckiego Fryderyka III z inskrypcją "Lerne leiden ohne zu klagen" (pol. "Naucz się cierpieć bez narzekania"). Wykonany został z brązu o wysokości 5 m, i ustawiony na kamiennym cokole. W latach 1935–1936 na południowym zboczu poniżej szczytu funkcjonował kamieniołom, z którego pozyskiwano kamień na budowę wieży. W 1949 roku został usunięty pomnik cesarza i obecnie pozostał po nim tylko kamienny cokół. Pod koniec XIX wieku na Breitebergu zostały wzniesione przez towarzystwo „Bertsdorf-Hainewalder Gebirgsverein” dwa pamiątkowe kamienie. Jeden w 1884 r. na cześć miejscowego badacza i pastora Karla Wilhelma Dornika z Hainewalde, który obecnie umieszczony jest wewnątrz wieży. Drugi kamień na cześć Carla Augusta Zöllnera uznany obecnie za zaginiony. W latach 1966–1969 wieża poddana był renowacji, na przełomie lat 2003/2004 w wieży urządzono małą ekspozycję geologiczną z tablicą pamiątkową, popiersiem Kurta Heinke, kamiennym pomnikiem Karla Wilhelma Dornika z Hainewalde.

## Zagospodarowanie
Na szczycie znajduje się 13-metrowa kamienna wieża widokowa wybudowana w 1936 r., restauracja „Breiteberg Baude” wybudowana w 1880 r., oraz parking. Na południowym zboczu poniżej szczytu znajduje się wyrobisko po nieczynnym kamieniołomie, z którego pozyskiwano kamień na budowę wieży. Zachodnim podnóżem przebiega szlak kolejowy. Zboczami wzniesienia przebiegają leśne drogi i ścieżki.

## Przyroda
Całe wzniesienie porasta las mieszany. Zbocza wzniesienia położone poniżej poz. 400–420 m n.p.m. zajmują łąki i pola uprawne. Występują tutaj chronione gatunki m.in. konwalia majowa, kokorycz pusta z małych zwierząt występuje jaszczurka żyworodna, popielica szara.

## Inne
- W latach 1862–1890 przeprowadzono triangulację Saksonii (niem. Royal Saxon). W 1864 r. na szczycie wzniesienia założono topograficzny punkt wysokościowy), który obecnie jest wmurowany za kamienną wieżą widokową.
- Wzniesienie w lokalnej kulturze jest mocno kojarzone z wieloma legendami, m.in. o żyjących tam karłach lub krasnalach (Querxen, niem. Zwerge) czy też o tutejszym smoku.

## Turystyka
Na szczyt z okolicznych miejscowości prowadzą szlaki turystyczne i rowerowe.
- zielony
- czerwony
- żółty
- Z platformy widokowej na wieży roztacza się wspaniały widok na: Góry Łużyckie, Góry Izerskie, Karkonosze, Ještěd, Wyżyny Łużyckie, Görlitz i Zittau. Na balustradzie platformy widokowej umieszczone są znaki orientacyjne.
- Wzniesienie zaliczane jest do Korony Sudetów Niemieckich.